# Jaroslav Kostelecký
Jaroslav Kostelecký (* 26. dubna 1979 Most) je bývalý český automobilový závodník.
Je synem Jaroslava Kosteleckého st., který mimo jiné soutěžil ve Formuli Easter a Formuli Škoda. Svou kariéru zahájil v roce 1991 v motokárách. V letech 1991–1992 soutěžil v československých mistrovstvích ve třídě 50 cm³ a v letech 1993–1994 ve třídě 100 cm³. V roce 1994 skončil třetí na MMČR v motokárách České republiky. V roce 1995 debutoval v závodech formulí. V roce 1996 poprvé startoval s vozem Formule 3. V roce 1997 se zúčastnil německé formule 3. V hlavní sérii nebyl klasifikován, ale vyhrál šampionát Formel 3 Trophy. V sezóně 2000 se stal mistrem středoevropské zóny Formule 3 a na mistrovstvích České republiky skončil třetí. V roce 2001 získal druhý titul ve Formule 3 Cupu středoevropské zóny . V letech 2001–2002 působil v sérii Österreichische Rennwagen Meisterschaft. V sezóně 2002 skončil čtvrtý v rakouské klasifikaci Formule 3 . V sezóně 2003 byl třetí ve třídě Cup 3 ve středoevropské zóně.

## Výsledky

### Polská Formule 3
| Rok  | Tým                          | Vůz          | Motor       | Závody | Závody | Závody | Závody | Závody | Závody | Pkt. | Msc. |
| ---- | ---------------------------- | ------------ | ----------- | ------ | ------ | ------ | ------ | ------ | ------ | ---- | ---- |
| 1996 |                              |              |             | Polsko | Polsko | Polsko | Polsko | Polsko | Polsko | 0    | NS   |
| 1996 | Chemopetrol Ring Racing Team | Dallara F394 | Mugen Honda | 2      | -      | -      | -      | -      | -      | 0    | NS   |

### Německá Formule 3
| Rok  | Tým                     | Vůz          | Motor | Závody  | Závody  | Závody  | Závody  | Závody  | Závody  | Závody  | Závody  | Závody  | Závody  | Závody  | Závody  | Závody   | Závody   | Závody  | Závody  | Závody  | Závody  | Pkt. | Msc. |
| ---- | ----------------------- | ------------ | ----- | ------- | ------- | ------- | ------- | ------- | ------- | ------- | ------- | ------- | ------- | ------- | ------- | -------- | -------- | ------- | ------- | ------- | ------- | ---- | ---- |
| 1997 |                         |              |       | Německo | Německo | Německo | Německo | Německo | Německo | Německo | Německo | Německo | Německo | Německo | Německo | Rakousko | Rakousko | Německo | Německo | Německo | Německo | 0    | NS   |
| 1997 | Chemopetrol Mus Team F3 | Dallara F396 | Opel  | 12      | 12      | 14      | 14      | 12      | 11      | 12      | 14      | Ret     | Ret     | 19      | 13      | 18       | 14       | 11      | 12      | 17      | 16      | 0    | NS   |